# Halichoeres podostigma
Halichoeres podostigma là một loài cá biển thuộc chi Halichoeres trong họ Cá bàng chài. Loài này được mô tả lần đầu tiên vào năm 1854.

## Từ nguyên
Từ định danh podostigma được ghép bởi hai âm tiết trong tiếng Hy Lạp cổ đại: poús (πούς; "chân") và stígma (στίγμα; "dấu vết"), hàm ý đề cập đến đốm đen ở vây bụng của cá cái và cá con.

## Phạm vi phân bố và môi trường sống
H. podostigma được phân bố tại các cụm đảo phía đông và nam Indonesia, ngoài khơi bang Sabah (Malaysia) và rải rác ở Philippines; Còn ở Việt Nam, H. leucurus được ghi nhận tại cù lao Chàm (Quảng Nam) và Côn Đảo.
H. podostigma sống trên những rạn san hô viền bờ và trong đầm phá, thường tập trung ở khu vực có sự phát triển phong phú của san hô và thủy tức Hydrozoa ở độ sâu đến ít nhất là 25 m.

## Mô tả
H. podostigma có chiều dài cơ thể tối đa được ghi nhận là 18,5 cm. Cá cái có màu hồng nhạt ở thân trước, chuyển thành màu hồng cam ở đầu. Có chấm đen trên mỗi vảy trừ phần vảy ở ngực và bụng. Một đốm đen nhỏ phía sau mắt. Đốm đen lớn trên gốc vây ngực và vây bụng. Đầu của cá đực màu xanh lục nhạt với các dải sọc đỏ nhạt và không có vệt đen trên vây bụng. Vây bụng của cá đực có thể dài vươn tới hậu môn.
Số gai ở vây lưng: 9; Số tia vây ở vây lưng: 12; Số gai ở vây hậu môn: 3; Số tia vây ở vây hậu môn: 12; Số tia vây ở vây ngực: 14; Số gai ở vây bụng: 1; Số tia vây ở vây bụng: 5; Số vảy đường bên: 27; Số lược mang: 19–22.

## Sinh thái học
Thức ăn của H. podostigma có thể là các loài thủy sinh không xương sống. Chúng thường sống đơn độc.

## Thương mại
H. podostigma được đánh bắt không chủ đích trong các hoạt động buôn bán cá cảnh.